# Rakim

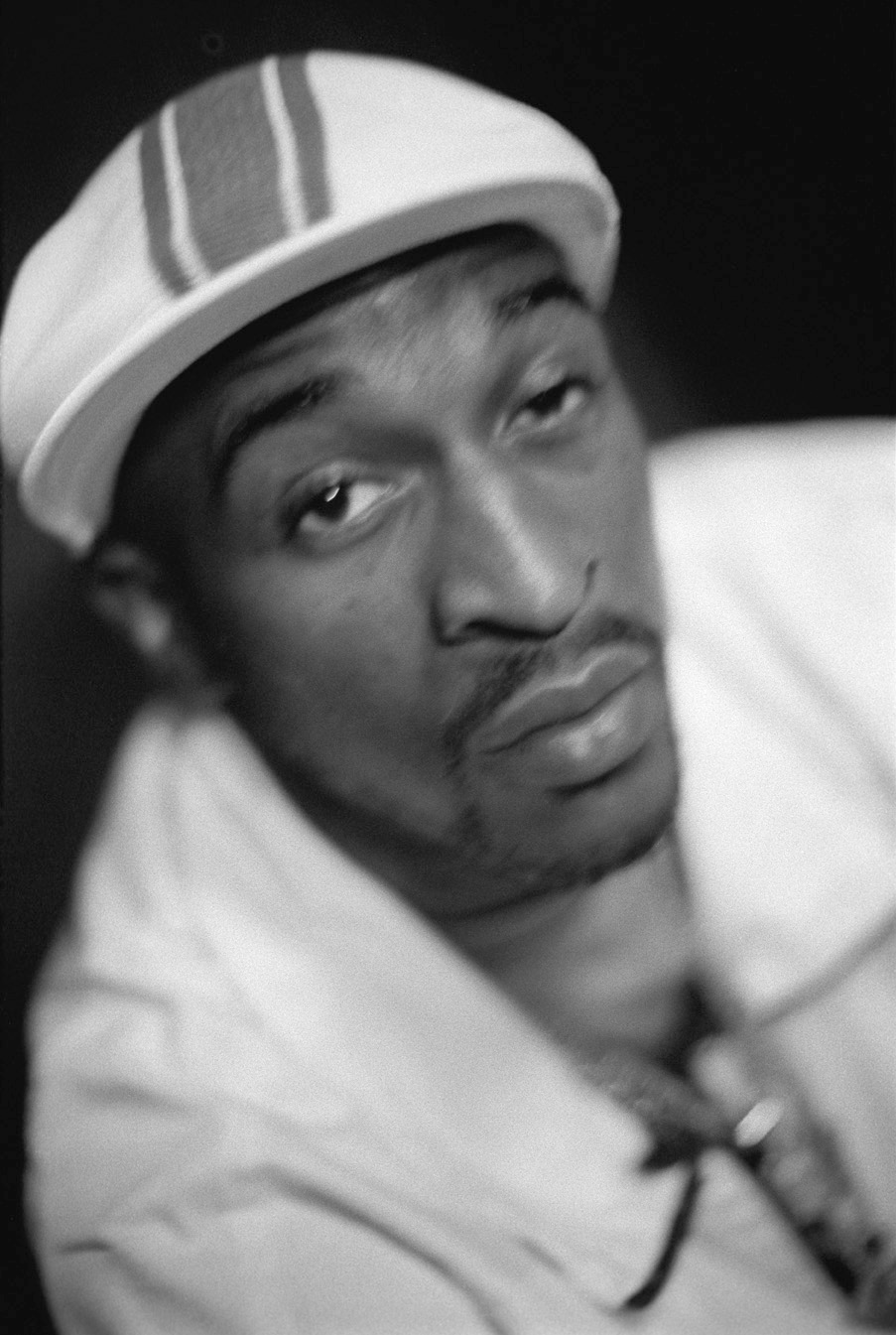
Rakim (1998)

Rakim (* 28. Januar 1968 in Long Island, New York; eigentlich William Michael Griffin) ist ein US-amerikanischer Rapper im Stile des Eastcoast-Hip-Hop.

## Biografie
Rakim gründete die Formation Love Brothers und erhielt den Namen Kid Wizard, da er sehr schnell rappte. Beeinflusst wurde er durch Cold Crush Brothers, The Furious Five, seine Tante Ruth Brown, sowie seine als Jazzmusikerin aktive Mutter.
Mit 16 Jahren wurde er in die Nation of Islam eingeführt, trat später aber der The Nation of Gods and Earths (auch Five Percent Nation genannt) bei.
Bei einer Radioshow lernte er 1985 den DJ und Musikproduzenten Eric Barrier kennen und veröffentlichte mit ihm unter der Bezeichnung Eric B. feat. Rakim zwei Demos. Später änderten sie den Namen auf Eric B. & Rakim und veröffentlichten von 1987 bis 1992 vier Alben. 1994 trennte sich das Duo. Rakim konnte wegen jahrelanger Rechtsstreitigkeiten mit seinem ehemaligen DJ und Businesspartner sowie Problemen mit seinem Label MCA seine Solokarriere nicht starten.
Rakim gilt als lebende Rap-Legende und als Erfinder des Lyricism, das er durch intelligente Texte, Flow und messerscharfe Reime prägte. In seinen Reimen werden auch seine Gedanken über Religion und Wissenschaft verarbeitet.
Nach Beendigung der Rechtsstreitigkeiten schloss er einen Vertrag mit Universal ab und veröffentlichte 1997 sein Solodebüt The 18th Letter, das Platz vier der Billboard Charts erreichte. Eine andere Edition (Book of Life) des gleichen Albums enthält eine zusätzliche CD mit Stücken von Eric B. & Rakim. Zwei Jahre später, 1999, erschien sein zweites Soloalbum The Master.
Im Jahr 2000 unterschrieb Rakim einen Vertrag beim Label Aftermath Entertainment von Dr. Dre, das er allerdings Mitte 2003 ohne Veröffentlichung wegen kreativer Differenzen wieder verließ. Über das Label sollte ursprünglich im November 2002 das Album Oh My God erscheinen.
Mit The Archive: Live, Lost & Found veröffentlichte er 2008 ein Livealbum mit vier neuen Musikstücken, die ursprünglich für sein angekündigtes Soloalbum vorgesehen waren.
Im November 2009 erschien das Album The Seventh Seal.
Nach einer Jubiläumsausgabe von Paid in Full (mit Eric B.) im Jahr 2012 kündigte Rakim im Oktober 2016 eine gemeinsame Tour mit Eric B. an.

## Diskografie

### Studioalben
| Jahr | Titel                    | Höchstplatzierung, Gesamtwochen, AuszeichnungChartplatzierungen (Jahr, Titel, Platzierungen, Wochen, Auszeichnungen, Anmerkungen) | Höchstplatzierung, Gesamtwochen, AuszeichnungChartplatzierungen (Jahr, Titel, Platzierungen, Wochen, Auszeichnungen, Anmerkungen) | Höchstplatzierung, Gesamtwochen, AuszeichnungChartplatzierungen (Jahr, Titel, Platzierungen, Wochen, Auszeichnungen, Anmerkungen) | Höchstplatzierung, Gesamtwochen, AuszeichnungChartplatzierungen (Jahr, Titel, Platzierungen, Wochen, Auszeichnungen, Anmerkungen) | Höchstplatzierung, Gesamtwochen, AuszeichnungChartplatzierungen (Jahr, Titel, Platzierungen, Wochen, Auszeichnungen, Anmerkungen) | Anmerkungen                             |
| Jahr | Titel                    | DE | AT | CH | UK | US | Anmerkungen                             |
| ---- | ------------------------ | --- | --- | --- | --- | --- | --------------------------------------- |
| 1997 | The 18th Letter          | — | — | — | UK72 (1 Wo.)UK | US4 Gold · (17 Wo.)US | Erstveröffentlichung: 4. November 1997  |
| 1999 | The Master               | — | — | — | — | US72 (2 Wo.)US | Erstveröffentlichung: 30. November 1999 |
| 2009 | The Seventh Seal         | — | — | — | — | US67 (1 Wo.)US | Erstveröffentlichung: 17. November 2009 |
| 2024 | G.O.Ds Network – Reb7rth | — | — | — | — | — | Erstveröffentlichung: 26. Juli 2024     |

### Kompilationen
- 2008: The Archive: Live, Lost & Found

### Singles
| Jahr | Titel Album                      | Höchstplatzierung, Gesamtwochen, AuszeichnungChartplatzierungen (Jahr, Titel, Album, Platzierungen, Wochen, Auszeichnungen, Anmerkungen) | Höchstplatzierung, Gesamtwochen, AuszeichnungChartplatzierungen (Jahr, Titel, Album, Platzierungen, Wochen, Auszeichnungen, Anmerkungen) | Höchstplatzierung, Gesamtwochen, AuszeichnungChartplatzierungen (Jahr, Titel, Album, Platzierungen, Wochen, Auszeichnungen, Anmerkungen) | Höchstplatzierung, Gesamtwochen, AuszeichnungChartplatzierungen (Jahr, Titel, Album, Platzierungen, Wochen, Auszeichnungen, Anmerkungen) | Höchstplatzierung, Gesamtwochen, AuszeichnungChartplatzierungen (Jahr, Titel, Album, Platzierungen, Wochen, Auszeichnungen, Anmerkungen) | Anmerkungen                       |
| Jahr | Titel Album                      | DE | AT | CH | UK | US | Anmerkungen                       |
| ---- | -------------------------------- | --- | --- | --- | --- | --- | --------------------------------- |
| 1998 | Guess Who’s Back The 18th Letter | — | — | — | UK32 (3 Wo.)UK | — | Erstveröffentlichung: Januar 1998 |
| 1998 | Stay a While The 18th Letter     | — | — | — | UK53 (2 Wo.)UK | — | Erstveröffentlichung: August 1998 |

### Als Gastmusiker
| Jahr | Titel Album                                      | Höchstplatzierung, Gesamtwochen, AuszeichnungChartplatzierungen (Jahr, Titel, Album, Platzierungen, Wochen, Auszeichnungen, Anmerkungen) | Höchstplatzierung, Gesamtwochen, AuszeichnungChartplatzierungen (Jahr, Titel, Album, Platzierungen, Wochen, Auszeichnungen, Anmerkungen) | Höchstplatzierung, Gesamtwochen, AuszeichnungChartplatzierungen (Jahr, Titel, Album, Platzierungen, Wochen, Auszeichnungen, Anmerkungen) | Höchstplatzierung, Gesamtwochen, AuszeichnungChartplatzierungen (Jahr, Titel, Album, Platzierungen, Wochen, Auszeichnungen, Anmerkungen) | Höchstplatzierung, Gesamtwochen, AuszeichnungChartplatzierungen (Jahr, Titel, Album, Platzierungen, Wochen, Auszeichnungen, Anmerkungen) | Anmerkungen                                                                    |
| Jahr | Titel Album                                      | DE | AT | CH | UK | US | Anmerkungen                                                                    |
| ---- | ------------------------------------------------ | --- | --- | --- | --- | --- | ------------------------------------------------------------------------------ |
| 1990 | Contribution                                     | — | — | — | UK33 (4 Wo.)UK | — | Erstveröffentlichung: September 1990 Mica Paris feat. Rakim                    |
| 1998 | Buffalo Gals Stampede Buffalo Gals Back To Skool | — | — | — | UK65 (1 Wo.)UK | — | Erstveröffentlichung: September 1998 Malcolm McLaren vs. Rakim & Roger Sanchez |
| 2002 | Addictive Truthfully Speaking                    | DE9 (14 Wo.)DE | AT20 (20 Wo.)AT | CH3 Gold · (28 Wo.)CH | UK3 Silber · (16 Wo.)UK | US9 (20 Wo.)US | Erstveröffentlichung: 23. April 2002 Truth Hurts feat. Rakim                   |
| 2014 | Guilty All the Same The Hunting Party            | DE32 (7 Wo.)DE | AT48 (1 Wo.)AT | CH50 (2 Wo.)CH | — | — | Erstveröffentlichung: 7. März 2014 Linkin Park feat. Rakim                     |
| 2022 | Wonders B.O.A.T.S (Extended Edition)             | DE— aDE | — | — | — | — | Erstveröffentlichung: 10. November 2022 Michael Patrick Kelly feat. Rakim      |